# Brill (Verlag)

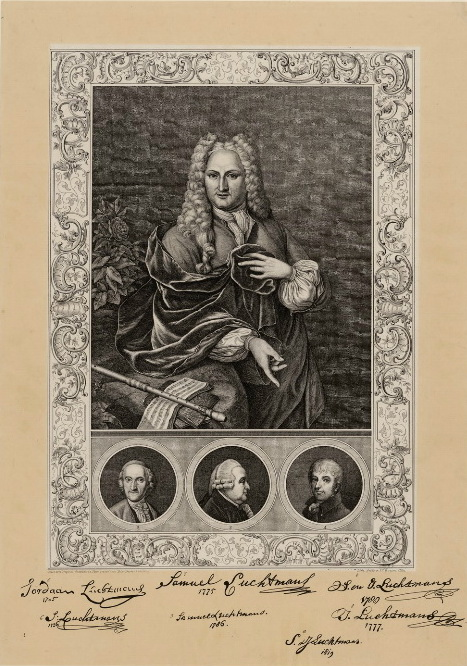
Die Buchhändler-Familie Luchtmans in Leyden

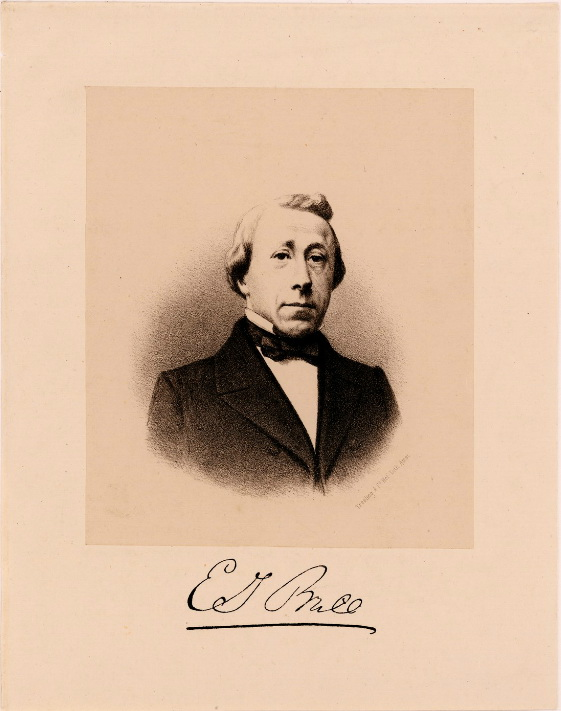
E. J. Brill (Lith. Deutsches Buch- und Schriftmuseum Leipzig)

Koninklijke Brill BV, kurz Brill, früher N. V. Boekhandel en Drukkerij vorheen E. J. Brill, ist ein international tätiger niederländischer Wissenschaftsverlag. Im Oktober 2023 kündigte der deutsche Verlag Walter de Gruyter eine Übernahmeabsicht an. Offiziell wurde die Übernahme am 4. März 2024. Brill ist seitdem ein Imprint von De Gruyter Brill.

## Geschichte
Gegründet wurde der Verlag am 17. Mai 1683 durch den Buchhändler Jordaan Luchtman (1652–1708) in Leiden, Niederlande, wo das Unternehmen bis 2023 seinen Hauptsitz hatte. Der Verlag unterhielt eine Niederlassung in Boston (USA). Erscheinungsort aller Brill-Publikationen war daher Leiden/Boston. Der Umsatz betrug 2016 rund 32 Millionen Euro. Brill beschäftigte rund 120 Mitarbeiter, verlegte über 100 akademische Zeitschriften und jährlich rund 500 neue Bücher und Nachschlagewerke.
Im Juni 2014 übernahm Brill den niederländischen Verlag Rodopi. Seitdem ist Rodopi ein Imprint von Brill. Am 1. Januar 2017 wurden die deutschen Verlage Ferdinand Schöningh und Wilhelm Fink von Brill übernommen; zum 1. Januar 2018 auch der Mentis-Verlag. Am 1. März 2021 wurde bekannt, dass auch „sämtliche Inhalte“ der Vandenhoeck & Ruprecht-Verlage, dem auch der Böhlau Verlag gehört, von Brill übernommen werden; deren Verlagssitz bleibt in Göttingen.

## Verlagsprogramm
Brill ist spezialisiert auf internationale wissenschaftliche Publikationen folgender Gebiete:
- Geschichte des Mittleren Ostens und Ägypten
- Asiatische und Islamische Studien
- Geschichte des Mittelalters und der Neuzeit
- Religionswissenschaften
- Klassisches Altertum
- Sozialwissenschaften
- Kunstgeschichte
- Naturwissenschaft und Biologie
- Menschenrechte und Humanitätsrecht
- Internationales Recht/Völkerrecht

Brill veröffentlichte unter anderem 1913 die Encyclopaedia of Islam in englischer, französischer und deutscher Sprache, gefolgt von einer Neuauflage von 1987 auf Englisch und Französisch. Seit 2007 wird an der dritten, nur auf Englisch erscheinenden Auflage gearbeitet.
Brill zählt international zu den renommiertesten Wissenschaftsverlagen und gehört überdies über den eigenen IDC Publishers-Zweig auch zu den wichtigsten Online- sowie Mikrofilm-Anbietern von Primärliteratur für Wissenschaftler aus den geisteswissenschaftlichen und sozialwissenschaftlichen Bereichen. Sämtliche Veröffentlichungen sind daher gedruckt, als Mikrofilm/-fiche sowie in elektronischer Form verfügbar.

## Publikationen
- Aziatische Kunst
- Brill’s New Jacoby